# کیرشدورف
کیرشدورف (به آلمانی: Kirchdorf, Upper Bavaria) یک شهر در آلمان است که در بایرن واقع شده‌است.

## خصوصیات
کیرشدورف ۲۱٫۰۳ کیلومترمربع مساحت دارد ۵۵۱ متر بالاتر از سطح دریا واقع شده‌است.